# ماورو أوزوريس
ماورو أوزوريس (بالإسبانية: Mauro Osores) (20 فبراير 1997 بتوكومان في الأرجنتين - ) هو لاعب كرة قدم أرجنتيني في مركز الدفاع.

## روابط خارجية
- ماورو أوزوريس على موقع قاعدة بيانات كرة القدم.إي يو (الإنجليزية)
- ماورو أوزوريس على موقع Soccerway.com (الإنجليزية)